# БХМ-2
БХМ-2/ОТ-7 — советские огнемётные танки.

## История
Ещё в 1930 году началось строительство огнемётных танков на разных шасси : МС-1, Т-26, Т-27. К этому моменту в производство запустили танк БТ-2. И советское руководство решило создать химические танки и на шасси танка БТ-2 для того чтобы укомплектовать бригады на БТ-2, химическими танками с одинаковыми двигателями. Вскоре КБ ХПЗ разработала огнемётный танк на шасси танка БТ-2. Назван он был БХМ-2. Однако проект реализован не был, но его наработки пригодились при создании аналогичной машины на базе БТ-5.
В 1934 году на линейный БТ-5 был установлен прибор дымопуска ТДП-3. После завершения испытаний таким образом были оборудованы ещё 12 танков. К июню 1941 все 13 машин находились в ПриВО.

## БХМ-2 (БХМ-II)
В 1935 году из линейных БТ-5 было переделано 2 машины. Предназначался для заражения и дегазации местности, а также для постановки дымовых завес. Вооружение — 2 пулемета в башне.

## ХБТ-5 (БХМ-I)
Переделанный в единичном экземпляре в 1937 году линейный БТ-5. В отличие от БХМ-2 вместо второго пулемета в башне он получил огнемет.

## ХБТ-7 (БХМ-III)
Запуск в производство БТ-7 натолкнул конструкторов на идею создания нового огнемётного танка. В 1936—1937 годах было переделано 2 линейных БТ-7. Предназначение и вооружение не отличались от ХБТ-5. На первом танке стояла аппаратура КС-40, на втором — более совершенная КС-50. На 1 июня 1941 года один танк находился в составе МВО, другой на НИАБТ Полигоне в Кубинке.
В начале 1941 в БХМ был переоборудован один линейный БТ-7. Брандспойт огнемета был выведен на верхнюю бронеплиту носа корпуса. Вооружение в башне не менялось.
В 1939 переоборудованием линейного БТ-7М был создан ОТ-7. Имел аппаратуру КС-63 с выводом огнемета на крышу подбашенной коробки справа от механика-водителя. Вооружение в башне не менялось.

## Боевое применение
О применении этих танков ничего не известно.